# Desmet (entreprise)
Desmet est une marque de récepteurs radio et télévisions, commercialisés de 1927 à 1975, conçus et produits par les établissements Desmet dont le siège social était à Lille (France).

## Histoire des établissements Desmet
Les établissements Desmet sont créés par Edmond Desmet, rue du Sec-Arembault à Lille, comme constructeur d'équipements électriques dès 1903. Marcel Desmet et Maurice Desmet sont diplômés ingénieurs IDN (École centrale de Lille) respectivement en 1909 et 1911. En 1918 est constituée la société en nom collectif Marcel et Maurice Desmet. Elle est ultérieurement transformée en SARL Desmet avec un siège social au 226-bis rue de Solférino (Lille). Des ateliers sont ouverts 2 rue Colette à Lille et une seconde usine à Lambersart-lès-Lille, rue d'Argens en 1924, puis au 247 rue de la Carnoy à Lambersart. Le nombre d'ouvrier déclarés en 1935 est d'une centaine et dépasse 500 ouvriers en 1940, avec un atelier supplémentaire à Lille, rue d'Avesnes, et une troisième usine à Faches-Thumesnil dédiée aux appareils radio T.S.F., ainsi qu'une agence commerciale à Paris, rue du Faubourg-du-Temple. Desmet déclare dans sa publicité pour ses postes radio en 1934 être « le plus important constructeur du Nord » de la France.
La production de postes radio se développe jusqu'au début de la Seconde Guerre mondiale. Les usines se trouvent dans la zone interdite sous administration allemande, la production se poursuit jusqu'à un sabotage par des résistants. La production radio reprend à la Libération de la France. Desmet bénéficie du développement précoce de la télévision dans le nord de la France et en Belgique : Lille est la seconde ville française après Paris à être équipée d'une station émettrice de télévision, active le 25 avril 1950. Une dizaine de milliers de téléviseurs Desmet et d'autres équipements radio-électriques est alors produite annuellement pour les marchés français et Benelux. 
Les établissements Desmet sont scindés en deux sociétés anonymes en 1958, Radio Desmet et Électro-mécanique Desmet . Les dénominations sociales deviennent la Société générale d'électricité et de radio (S.G.E.R. Desmet) qui prend en charge la gamme de produits de radio et télévision avec l'usine de Faches-Thumesnil et la Société industrielle électro-mécanique (S.I.E.M. Desmet) à Lambersart avec des activités dans la tôlerie de série, le câblage et les installations électriques, les machines spéciales et les automatismes. La société S.G.E.R. Desmet est vendue par ses actionnaires historiques en 1975, la production d'équipements d'électronique grand public étant alors arrêtée et la société repositionnée sur le marché de l'électronique professionnelle, tandis que l'Électro-mécanique Desmet (S.I.E.M.) est reprise par des salariés et existe toujours sous cette raison sociale au début du XXIe siècle.

## Produits Desmet
Avant l'essor de la radio, le slogan des établissements Desmet est « tout ce qui concerne l'électricité ». 
Dès 1931, la gamme de récepteurs radio T.S.F. commercialisée depuis 1927 prend son essor. Un bilan de 1934 indique que 5 000 postes radio ont été commercialisés dans le Nord de la France depuis 1927. 
Le premier récepteur radio à transistors est commercialisé en 1956.
« A partir des années 1950, la marque Desmet se modernise. Après la commercialisation de leur première radio à transistors, les établissements réalisent la télévision en noir et blanc, puis en 1967 la télévision en couleur ». 
Les premiers téléviseurs noir et blanc Desmet sont commercialisés aux formats 819 et 625 lignes applicables en France et en Belgique. Plus de 12 000 équipements sont produits annuellement.
La gamme de produits Desmet radio et télévision commercialisés entre 1927 et 1975 dépasse la centaine de références, conçus et entièrement produits dans les trois usines autour de Lille.
Au milieu des années 80, Desmet a aussi conçu et fabriqué des Minitel, comme le MC2901.

## Sources

### SGER Radio Desmet
- « SGER Desmet (Page 1) 1959 », sur www.doctsf.com
- « SGER Desmet (Page 2) 1959 », sur www.doctsf.com
- « SGER Desmet (Page 3) 1959 », sur www.doctsf.com

### SIEM Électro-mécanique Desmet
- « Historique de SIEM Desmet », sur siem-sa.fr

### Images et publicités Desmet
- « Catalogue Desmet 1936 », sur www.doctsf.com
- « Publicité Desmet 1938 », sur www.doctsf.com
- « Le poste Desmet est le plus musical », sur www.doctsf.com
- « Desmet 665 et 866 (1936) », sur www.doctsf.com
- « Desmet 663 et 664 (1936) », sur www.doctsf.com
- « Desmet 461 et 462 (1936) », sur www.doctsf.com
- « Maitrise Desmet 1934 », sur www.doctsf.com
- « Desmet 1934 », sur www.doctsf.com
- « Desmet 1933 », sur www.doctsf.com
- « Desmet 1932 », sur www.doctsf.com
- « Desmet 1932 », sur www.doctsf.com

### Autres liens externes
- « Radio : Établissements Desmet ; Faches - Thumesnil et 222/226 bis rue Solférino, Lille (Nord) », sur ftclic.free.fr
- « Marque : Desmet », sur www.doctsf.com